# Hamoud Al-Shemmari
Hamoud Fleitah Al-Shemmari (26 de setembro de 1960) é um ex-futebolista profissional kuwaitiano, que atuava como defensor.

## Carreira
Hamoud Al-Shemmari fez parte do elenco da histórica Seleção Kuwaitiana de Futebol da Copa do Mundo de 1982.